# تلخ و شیرین (مجموعه تلویزیونی ۱۳۵۳)
تلخ و شیرین یک مجموعه تلویزیونی ایرانی است که در سال ۱۳۵۳ و به کارگردانی «منصور پورمند» ساخته شد و از تلویزیون ملی ایران پخش گردید.

## خلاصهٔ داستان
حسنعلی خان به همراه همسر و دخترش به تهران می‌آیند و در منزل دامادش ساکن می‌گردند. او اموال و دارایی‌های خود را ازدست داده است؛ به نحوی که حتی برای تهیهٔ امکانات ازدواج دختر دومش - پروانه - نیز درمانده‌است و بدین ترتیب امیدوارند در تهران بتوانند زندگی و آیندهٔ بهتری برای خود بسازند. او دست به سوی اقوام و وابستگان دور و نزدیک دراز می‌کند، اما هریک از آنان به نحوی، از کمک به او خودداری می‌کنند، تا آنکه …
این مجموعه تلویزیونی، شیوه زندگی و طرز تفکر سه نسل پیاپی را به تصویر می‌کشد. از طرفی، عشاق جوانی که پس از ازدواج، به فکر آینده خود و تهیهٔ مسکن و پرداخت قسط و پس‌انداز هستند و از سوی دیگر نسلی قدیمی، که در افکار کهنه و مال‌ومنال خود غوطه‌ور هستند. ماجراهای این مجموعهٔ تلویزیونی ۱۳ قسمتی، از برخورد و تداخل آرای این نسل‌های گوناگون شکل می‌گیرد و پیش می‌رود.

## بازیگران و عوامل تولید

### بازیگران
- ثریا قاسمی
- حمیده خیرآبادی
- حسین عرفانی
- منوچهر والی‌زاده
- نعمت‌الله گرجی
- ناصر گیتی‌جاه
- کیومرث ملک‌مطیعی
- اکبر دودکار
- هوشنگ بهشتی
- گیتی ساعتچی
- صدیقه کیانفر
- مرتضی نعمتی‌جو
- آتش خیر
- محمد عبادی
- افروز